# Инцидент Котоку
Инцидентът Котоку, (на японски: (幸徳事件, котоку джикен), още известен и като Опит за държавна измяна (大逆事件, тайгяку джикен) е социалист-анархистки заговор за убийството на император Мейджи през 1910 г.
Води до масови арести на леви елементи и екзекуцията на 12 предполагаеми участници през 1911 г.

## Разследване
На 20 май 1910 г., полицията претърсва дома на Мияшита Такичи, който е млад работник в дърводелски цех в префектура Нагано, където са открити материали, които могат да бъдат използвани за направата на бомби. Впоследствие са арестувани и неговите съучастници – Нитта Тору, Ниимура Тадао, Фурукава Рикисаку и Котоку Шусуи и бившата му съпруга, писателката-феминистка Канно Суга. След разпитите им, прокуратурата обявява, че техните действия са част от широкомащабен план срещу японската монархия.
В последвалото разследване, много известни леви и предполагаеми съучастници са привикани за разпити, като 25 мъже и една жена са изправени на съд на основание нарушаване на член 73 от криминалния кодекс (нараняване или намерение за нараняване на императора или императорското семейство). Четирима от тях са будистки монаси. Процесът се провежда при затворени врати, а наказателният прокурор е Хиранума Киичиро. Доказателствата срещу подсъдимите са главно косвени, но 24 от тях са осъдени на смърт чрез обесване на 18 януари 1911. Останалите двама са осъдени съответно на 8 и 11 години за боравене с експлозивни материали. От смъртните присъди, 12 са намалени на доживотен затвор с императорски декрет, а 11 са екзекутирани на 24 януари 1911 г. Сред тях са Шусиу, който е известен анархист, Оиши Сеиносуке – лекар и Уияма Гудо – единственият будистки монах който е екзекутиран. Последната осъдена – Канно Суга е екзекутирана на следващия ден.
Целият случай е използван от властите за да се отърве от дисиденти.
Инцидентът е косвено свързан с т.нар. Инцидент с червения флаг от 1908 г. По време на разследването за инцидента Котоку, някои заподозрени са разпитвани и за по-ранния инцидент, включително Осуги Сакае, Сакаи Тошихико и Яамакава Хитоши. Това че, някои от тях са в затвора ги предпазва от повече обвинения. Канно, която е намерена за невинна по време на инцидента с червения флаг, е арестувана и осъдена на смърт заради инцидента от 1911 г.

## Последствия
Инцидентът води до промяна в края на периода Мейджи, като се тръгва по пътя на засилен контрол и ограничаване на идеологии, които се смятат за потенциално опасни. Често това е цитирано като причина за въвеждането на законите за защита на мира от 1925 г.